# Самолёт радиоэлектронной борьбы

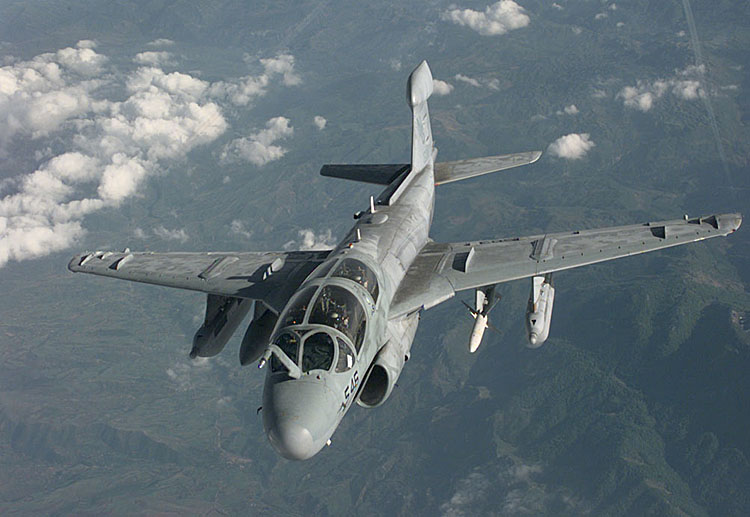
EA-6B «Праулер» — самолёт радиоэлектронной борьбы, использовавшийся ВМС США до 2018 года

Самолёт радиоэлектронной борьбы — узкоспециализированный летательный аппарат, предназначенный для подавления средств радиоэлектронной разведки, наведения, прицеливания и обеспечения противника, для чего оснащается различными сложными системами обнаружения, анализа и противодействия. В составе экипажа такого самолёта обязательно имеется оператор РЭБ (радиоэлектронной борьбы), или РЭП — радиоэлектронного противодействия (что практически одно и то же).
В СССР и далее в РФ, каждый летательный аппарат, предназначенный для непосредственного участия в боевых действиях, в обязательном порядке оснащался хотя бы минимальным оборудованием средств индивидуальной защиты — системой предупреждения об угрозе и аппаратурой радиоэлектронного подавления, а также часто и устройствами постановки ИК-помех. Летательные аппараты, изначально предназначенные для военных операций в составе групп, имели(-ют) узкоспециализированные машины обеспечения, оснащённые системами групповой защиты. Как правило, эти летательные аппараты не несут никакого наступательного вооружения и не выполняют ударных функций, и предназначены исключительно для своевременного обнаружения, классификации угрозы и максимального подавления радиоэлектронных систем наведения противника.
В частности, в состав ударных групп противокорабельных ракетоносцев типа Ту-16 включались, в том числе, специализированные постановщики помех: Ту-16 «Ёлка» — постановщик пассивных помех, в грузовом отсеке которого размещались контейнеры АСО-16 и АСО-2Б с пачками полуволновых диполей (металлизированное стекловолокно, полоски фольги, стеклонить, бумажная лента с напылением металла) и Ту-16 «Букет» — постановщик активных помех, у которого на месте грузового отсека был организован технический отсек, с размещённой там мощной широкополосной станцией радиоэлектронного подавления «Букет».
Некоторые типы специализированных летательных аппаратов РЭБ разработки СССР:
— Ми-8ППА — постановщик помех, оборудованный станциями «Фасоль» и «Азалия»
— Ан-12БК-ИС — самолёт РЭБ. На борту установлены станции «Фасоль» и «Сирень»
— Як-28ПП — постановщик помех, станции «Фасоль» (СПС-5-28), «Сирень-ФШ» (в вариантах СПС-141, СПС-142, СПС-143) и Букет" (в вариантах СПС-22-28, СПС-44-28, СПС-55-28).
— Ту-16РМ-2 — Самолёт морской радиоэлектронной разведки, РЭБ и целеуказания ударной группе.